# Boruszyn (województwo wielkopolskie)
Boruszyn – wieś w Polsce położona w województwie wielkopolskim, w powiecie czarnkowsko-trzcianeckim, w gminie Połajewo.
W latach 1954–1971 wieś należała i była siedzibą władz gromady Boruszyn, po jej zniesieniu w gromadzie Połajewo, a po reformie administracji w gminie Połajewo. W latach 1975–1998 miejscowość administracyjnie należała do województwa pilskiego.
Pierwsza wzmianka o wsi pochodzi z 1410. Wieś szlachecka Boruszczino położona była w 1580 roku w powiecie poznańskim województwa poznańskiego. Najcenniejszym zabytkiem jest późnoklasycystyczny (1822) kościół św. Andrzeja Apostoła, stojący na wydmie dominującej nad miejscowością. Plebania z 1912. Domy drewniane i szachulcowe z XIX wieku. Dwór (rządcówka) z 1. połowy XIX wieku wraz z pozostałościami parku z 2. połowy XIX wieku (1,5 ha). Najokazalszym drzewem jest tutaj jesion wyniosły o obwodzie 440 cm.
W latach 1925–1933 w Boruszynie zamieszkiwała rodzina Kazimierza Nowaka, który właśnie z Boruszyna w 1931 r. wyruszył w swoją pięcioletnią podróż do Afryki. 23 sierpnia 2014 odsłonięto tablicę upamiętniającą podróż Kazimierza Nowaka do Afryki. Corocznie (od 2012) w Boruszynie odbywa się Plener Podróżniczy im. Kazimierza Nowaka.

## Osoby związane z miejscowością
- Aleksander Józef Lossow-Niemojowski herbu Wierusz – rotmistrz rezerwy kawalerii Wojska Polskiego.
- Joanna Lossow (1908), polska zakonnica zasłużona dla ekumenizmu.